# Khu bảo tồn ‘Uruq Bani Ma’arid
Khu bảo tồn 'Uruq Bani Ma'arid (tiếng Ả Rập: عروق بني معارض) là một khu vực được bảo vệ ở miền nam Ả Rập Xê Út, nằm ở rìa phía tây của Rub' al Khali, sa mạc cát lớn nhất thế giới. Khu bảo vệ được chia thành ba phần với vùng lõi là khu bảo tồn thiên nhiên, khu vực được phép chăn thả có kiểm soát và một khu săn bắn.
Khu bảo tồn này nằm trong khu vực mà loài Linh dương sừng thẳng Ả Rập từng sinh sống trước khi bị tuyệt chủng trong tự nhiên. Hiện nó được chọn làm nơi để thả loài linh dương sừng thẳng Ả Rập đã được nhân giống theo chương trình nhân giống trong môi trường nuôi nhốt và được đánh giá là nơi thích hợp để tái lập các đàn Linh dương bướu giáp, Linh dương núi đá Ả Rập, đà điểu, tất cả chúng đã từng có mặt tại đây.
Ngày 20 tháng 9 năm 2023, khu bảo tồn này đã được UNESCO công nhận là Di sản thế giới, và đây là di sản thiên nhiên đầu tiên được công nhận tại Ả Rập Xê Út.

## Địa lý
Tổng diện tích của khu vực này là 12.658 km2 (4.887 dặm vuông Anh), khu bảo tồn bao gồm cao nguyên đá vôi bị chia cắt bởi các cồn cát, các vách đứng Tuwaiq, thung lũng Wadi và đồng sỏi. Các sa mạc cát đỏ song song với nhau có thể cao tới 150 mét được ngăn cách bởi các hành lang nền cát hoặc sỏi.
Khí hậu ở đây rất khô cằn và nóng, lượng mưa rất ít, chỉ khoảng 30 mm (1,2 in) mỗi năm. Những trận mưa như trút nước trên các vách đá khiến cho dòng nước chảy vào những nền trũng và được giữ lại.

## Động thực vật
Đây được coi là vùng thực vật quan trọng nhờ sự phong phú của nó so với các nơi khác của Rub' al Khali, cùng với sự hiện diện của các loài đặc hữu của bán đảo Ả Rập. Vách đá vôi có ít thảm thực vật nhưng các wadi tạo thành các cạnh của vách đá là nơi hỗ trợ nhiều loại cây bụi phát triển bao gồm keo, cỏ và các loài cây bụi, cây họ đậu. Trong các hành lang giữa các cồn cát như Haloxylon persicum, Moringa peregrina, một dược. Ở đây có rất ít cây mới mọc lên, nhưng sau những trận mưa, chồi non của các cây cũ lại phát triển. Tổng cộng có 106 loài thực vật đã được ghi nhận trong khu bảo tồn.
Về động vật, đây hiện là nơi trú ẩn của khoảng 500 cá thể linh dương sừng thẳng Ả Rập và hiện là nơi duy nhất có quần thể hoang dã đang sinh sống. Linh dương bướu giáp, Linh dương núi đá Ả Rập cũng đã được đưa về tự nhiên từ năm 1995. Khu bảo tồn cũng là nơi trú ẩn của cáo Rüppell, mèo cát, cáo đỏ, thỏ sa mạc, nhím sa mạc, chuột nhảy Cheesman, Chuột nhảy Jerboa Tiểu Ai Cập, kỳ đà sa mạc, chó hoang, rắn. Khu bảo tồn cũng ghi nhận là nơi có sự xuất hiện của 104 loài chim, nhưng chỉ có 16 loài cư trú tại đây gồm Ô tác Houbara, kền kền cổ yếm, Diều ngón ngắn.